# Exetastes peronatus
Exetastes peronatus là một loài tò vò trong họ Ichneumonidae.